# Quelli di Sanremo (album)
Quelli di Sanremo è un album del complesso Quelli di Sanremo, distribuito nel 1987 dalla Fonit Cetra.

## Tracce

### Lato A
1. Fantasia n. 3
  - L'amore è una cosa meravigliosa (Fain/Webster/Devilli) Gino Latilla
  - Anema e core (D'Esposito/Manlio) Nilla Pizzi
  - La vita è bella (Fragna/Cherubini) Giorgio Consolini
  - Till (Danvers/Sigmar/Gaiano) Carla Boni
  - Tchumbala bey (Buscaglione/Chiosso) Gino Latilla
  - Adelita (Tarrega) Nilla Pizzi
  - Giamaica (Valli) Giorgio Consolini
  - Jezebel (Shanklin/Cavaliere) Carla Boni
  - Arrivederci (Bindi/Calabrese) Tutti
2. Primavera d'amore (Cavallari/Pizzi) Nilla Pizzi
3. Cantando (Bobbio/Panzeri/Tripodi) Giorgio Consolini
4. I fiori di Sanremo (Bobbio/Gaiano) Carla Boni
5. Quattro come noi (Bobbio/Gaiano/Tripodi) Tutti

### Lato B
1. Fantasia n. 2
  - Lu passarielle (Di Lazzaro/Valentini) Carla Boni
  - Corde della mia chitarra (Ruccione/Fiorelli) Giorgio Consolini
  - Giuro d'amarti così (Mascheroni/Panzeri) Nilla Pizzi
  - Quando, quando, quando (Renis/Testa) Gino Latilla
  - Ciao, ciao bambina (Modugno/Verde) Tutti
2. Amore senza frontiere (Bobbio/Tripodi) Giorgio Consolini
3. Canta (Bobbio/Pizzi/Tripodi) Nilla Pizzi
4. Angeli nudi (Rosati/Dati/Masini) Gino Latilla
5. Fantasia n. 1
  - Acque amare (Rossi/Nisa) Carla Boni
  - Tutte le mamme (Falcocchio/Bertini) Giorgio Consolini
  - Amare un'altra (Fabor/Pazzaglia) Gino Latilla
  - Aveva un bavero (Ripa/Panzeri) Nilla Pizzi
  - Papaveri e papere (Mascheroni/Panzeri/Rastelli) Tutti